# Aleksandrovo, Chaskovo
Aleksandrovo (bulgariska: Александрово) är ett distrikt i Bulgarien.   Det ligger i kommunen Obsjtina Chaskovo och regionen Chaskovo, i den centrala delen av landet, 210 kilometer öster om huvudstaden Sofia.
Trakten runt Aleksandrovo består till största delen av jordbruksmark. Runt Aleksandrovo är det ganska tätbefolkat, med 129 invånare per kvadratkilometer.